# Синхронізація Ейнштейна
Синхронізація Ейнштейна (або синхронізація Пуанкаре — Ейнштейна) — домовленість для синхронізації годинників у різних місцях за допомогою обміну сигналами. Цей метод синхронізації, який використовували телеграфи в середині XIX століття, популяризували Анрі Пуанкаре та Альберт Ейнштейн, який застосував його до світлових сигналів та визнав його фундаментальну роль у теорії відносності. Основна галузь застосування — годинники в одній інерційній системі відліку.

## Ейнштейн
Згідно з методом, який Альберт Ейнштейн описав 1905 року, від годинника 1 у момент {\displaystyle \tau _{1}} посилається світловий сигнал до годинника 2 і зразу ж посилається назад, наприклад, за допомогою дзеркала. Час його повернення за годинником 1 — {\displaystyle \tau _{2}}. За угодою щодо синхронізації годинник 2 встановлюють так, що час {\displaystyle \tau _{3}} відбиття сигналу визначається як
{\displaystyle \tau _{3}=\tau _{1}+{\tfrac {1}{2}}(\tau _{2}-\tau _{1})={\tfrac {1}{2}}(\tau _{1}+\tau _{2}).}
Така ж синхронізація досягається «повільним» перенесенням третього годинника від годинника 1 до годинника 2, за швидкості руху, що прямує до нуля. У літературі обговорюються багато інших уявних експериментів для синхронізації годинників, які дають той самий результат.
Проблема полягає в тому, чи справді ця синхронізація узгоджено й коректно надає мітку часу будь-якій події. Для цього необхідно знайти умови, за яких:
(a) одного разу синхронізований годинник залишається синхронізованим,
(b1) синхронізація рефлексивна, тобто будь-який годинник синхронізується з самим собою (автоматично виконується),
(b2) синхронізація симетрична, тобто, якщо годинник A синхронізований з годинником B, то і годинник B синхронізований з годинником A,
(b3) синхронізація транзитивна, тобто якщо годинник A синхронізований з годинником B, а годинник B синхронізований з годинником C, тоді годинник A синхронізований з годинником C.
Якщо пункт (a) виконується, то є сенс казати, що годинник синхронізований. Враховуючи (a), і якщо (b1)-(b3) виконується, то синхронізація дозволяє нам побудувати глобальну функцію часу t. Зрізи (або шари) t = const називають зрізами одночасності.
Ейнштейн (1905) не визнавав можливості зведення (a) і (b1)-(b3) до фізичних властивостей поширення світла, які легко перевірити (див. нижче). Натомість він просто написав «Ми припускаємо, що таке визначення синхронності вільне від суперечностей і можливе для будь-якого числа точок; і що такі відношення (b2-b3) є універсальними».
Макс фон Лауе першим вивчив проблему узгодженості синхронізації Ейнштейна. Л. Зільберштейн надав аналогічне дослідження, хоча він залишив більшість своїх зауважень як вправи для читачів свого підручника з відносності. Аргументи Макса фон Лауе знову розглянув Г. Райхенбах, а остаточної форми вони набули у праці А. Макдональда. Розв'язок полягає в тому, що синхронізація Ейнштейна задовольняє попереднім вимогам тоді й лише тоді, коли виконуються такі дві умови:
- (Відсутність червоного зміщення) Якщо з точки A випромінено два спалахи, розділені часовим інтервалом Dt, визначеним за допомогою годинника в точці A, то вони досягають точки B, розділені таким самим інтервалом часу Dt, визначеним за годинником у точці B.

- (Умова замкнутого шляху Райхенбаха) Якщо промінь світла вирушає з вершини A трикутника ABC і відбивається дзеркалами в B і C, тоді час його прибуття назад A не залежить від напрямку руху (ABCA чи ACBA).

Як тільки годинник синхронізовано, можна виміряти односторонню швидкість світла. Однак попередні умови, що гарантують застосування синхронізації Ейнштейна, не мають на увазі, що одностороння швидкість світла виявляється однаковою у всій системі відліку. Розглянемо
- (Умова замкнутого шляху Лауе — Вейля). Час, необхідний променю світла для проходження замкнутим шляхом довжини L, дорівнює L/c, де L — довжина шляху, а c — стала, яка не залежить від шляху.

Теорема (походження якої можна простежити до фон Лауе і Вейля) стверджує, що умова переміщення замкненим шляхом Лауе — Вейля виконується тоді й лише тоді, коли синхронізацію Ейнштейна можна застосовувати послідовно (тобто виконуються (a) і (b1)-(b3)) і одностороння швидкість світла відносно синхронізованих у такий спосіб годинників залишається сталою у всій системі відліку. Важливість умови Лауе — Вейля полягає в тому, що час, указаний тут, можна виміряти за допомогою єдиного годинника, і, отже, ця умова не покладається на угоду про синхронізацію і її можна перевірити експериментально. Справді, експериментально підтверджено, що в інерційній системі відліку виконується умова обходу Лауе — Вейля.
Оскільки безглуздо вимірювати односторонню швидкість до синхронізації віддаленого годинника, експерименти, що вимагають вимірювання односторонньої швидкості руху, часто можна інтерпретувати як такі, що перевіряють умову замкнутого шляху Лауе — Вейля.
Синхронізація Ейнштейна виглядає природно лише в інерційній системі відліку. Можна легко забути, що це лише угода. В системах відліку, що обертаються, навіть у спеціальній теорії відносності, нетранзитивність синхронізації Ейнштейна зменшує її корисність. Якщо годинник 1 і годинник 2 не синхронізовано безпосередньо, а лише через ланцюжок проміжних годинників, то синхронізація залежить від вибраного шляху. Синхронізація за колом обертового диска дає неусувну різницю в часі, яка залежить від використовуваного напрямку. Це важливо в ефекті Саньяка та парадоксі Еренфеста. Ці ефекти враховано в системі GPS.
Суттєве обговорення конвенціоналізму синхронізації Ейнштейна належить Гансу Райхенбаху. Більшість спроб заперечити умовність цієї синхронізації вважають спростованими, за винятком аргументу Маламента, який можна отримати з вимоги симетричного відношення причинно-наслідкових зв'язків. Це питання залишається відкритим.

## Історія: Пуанкаре
Деякі особливості угоди про синхронізацію розглядав Пуанкаре. 1898 року (у філософській статті) він стверджував, що постулат про сталість швидкості світла у всіх напрямках корисний для простого формулювання фізичних законів. Він також показав, що визначення одночасності подій у різних місцях є лише домовленістю. Ґрунтуючись на цих домовленостях, але в рамках нині витісненої теорії ефіру, Пуанкаре в 1900 році запропонував таку домовленість для визначення синхронізації годинників: 2 спостерігачі A і B, які рухаються в ефірі, синхронізують свій годинник за допомогою оптичних сигналів. Через принцип відносності вони вважають, що перебувають у стані спокою в ефірі і вважають, що швидкість світла постійна у всіх напрямках. Тому вони повинні враховувати лише час передавання сигналів і потім об'єднати свої спостереження, щоб перевірити, чи є їхні годинники синхронними.
|  | Припустимо, що в різних точках є кілька спостерігачів, і вони синхронізують свої годинники за допомогою світлових сигналів. Вони намагаються звірити виміряний час передавання сигналів, але вони не знають про їхній спільний рух і, отже, вважають, що сигнали рухаються однаково швидко в обох напрямках. Вони виконують спостереження за зустрічними сигналами, один із яких переміщається від А до В, а інший від В до А. Локальний час {\displaystyle t'} - це час, який показує годинник, налаштований у такий спосіб. Якщо {\displaystyle V={\tfrac {1}{\sqrt {K_{0}}}}} - швидкість світла, а {\displaystyle v} - швидкість Землі, яку ми вважаємо паралельною до осі {\displaystyle x} у додатному напрямку, то ми маємо: {\displaystyle t'=t-{\tfrac {vx}{V^{2}}}}. |

1904 року Пуанкаре проілюстрував ту саму процедуру так:
|  | Уявіть собі двох спостерігачів, які хочуть налаштувати свої годинники оптичними сигналами; вони обмінюються сигналами, але оскільки знають, що передавання світла не миттєве, вони обережні у їх об'єднанні. Коли станція B сприймає сигнал від станції A, годинник не повинен показувати ту саму годину, що й для станції A в момент надсилання сигналу, але цю годину доповнюють сталою, яка представляє тривалість передавання. Припустимо, наприклад, що станція A посилає свій сигнал, коли її годинник показує годину 0, і станція B приймає його, коли її годинник показує годину {\displaystyle t}. Годинник регулюється виходячи з того, що затримка, яка дорівнює t, становить тривалість передачі, і для її перевірки станція B теж посилає сигнал, коли її годинник показує 0; тоді станція A повинна приймати його, коли її годинник показує {\displaystyle t}. Годинники вважають налаштованими. І насправді вони показують одну й ту саму годину в той самий фізичний момент, але за умови, що обидві станції фіксовані (нерухомі). В іншому випадку тривалість передавання не буде однаковою, оскільки станція А, наприклад, рухається вперед, щоб зустріти оптичне збурення, яке виходить від В, тоді як станція В втікає від збурення, яке виходить від А. Годинники, відрегульовані в такий спосіб, не будуть показувати справжній час; вони будуть показувати те, що можна назвати локальним часом, так що один із них буде повільнішим від іншого . |